# Parepichloë cinerea
Parepichloë cinerea är en svampart som först beskrevs av Berk. & Broome, och fick sitt nu gällande namn av J.F. White & P.V. Reddy 1998. Parepichloë cinerea ingår i släktet Parepichloë och familjen Clavicipitaceae.   Inga underarter finns listade i Catalogue of Life.